# Blackheath (Australia)
Blackheath – miasto w Australii, w stanie Nowa Południowa Walia.